# 安達韋拉斯

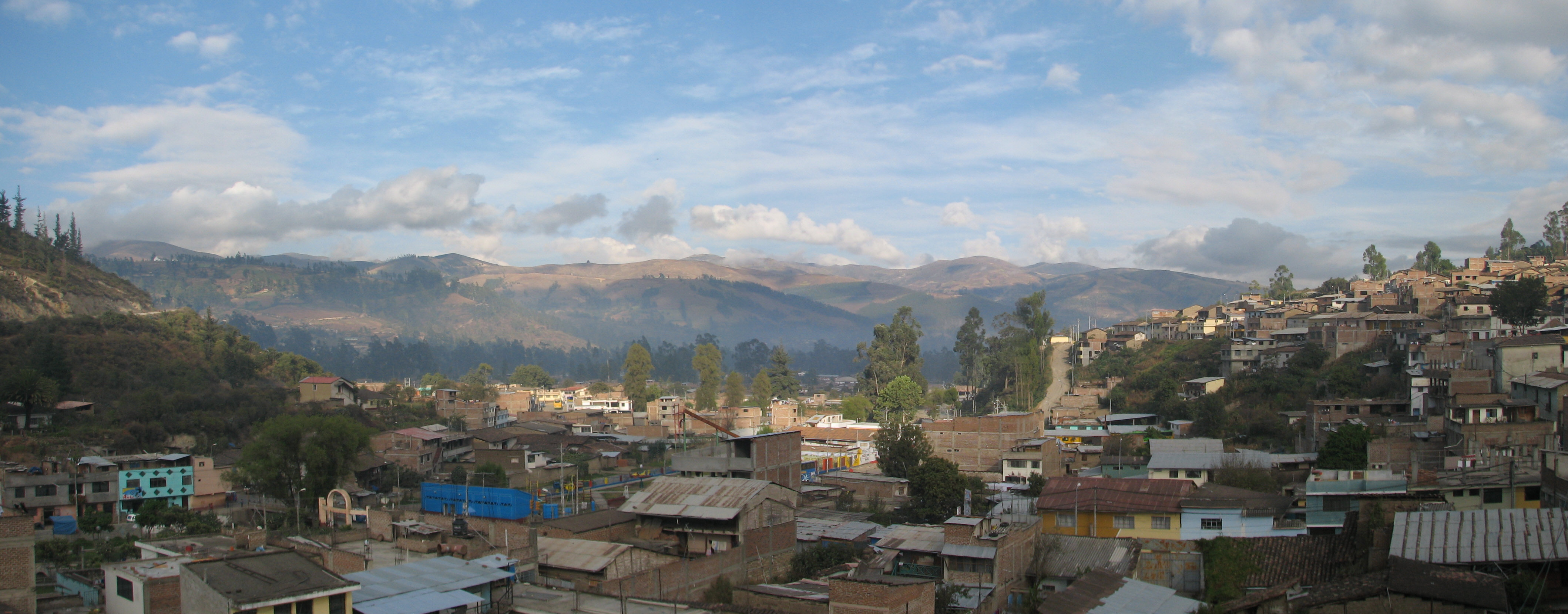

安達韋拉斯是秘魯的城市，位於該國南部，由阿普里馬克大區負責管轄，面積370.03平方公里，海拔高度2,926米，鎮上有機場設施，2005年人口34,087。

## 外部連結
- Andahuaylas.net Andahuaylas' web site（页面存档备份，存于）
- Municipalidad Andahuaylas（页面存档备份，存于）
- Andahuaylas.com (under construction)（页面存档备份，存于）

13°39′27″S 73°23′0″W / 13.65750°S 73.38333°W